# Mountain Sound
Mountain Sound è un singolo del gruppo musicale islandese Of Monsters and Men, pubblicato nel 2012 ed estratto dall'album My Head Is an Animal. Il brano non è presente nella tracklist originale dell'album di provenienza, ma solo nella riedizione.

## Tracce
1. Mountain Sound – 3:31